# Michel Ayats
Michel Ayats (Paris, 1er février 1929 - Cluny, 28 mars 2004) est un réalisateur français de télévision.

## Biographie
Michel Ayats débute en tant qu'assistant-réalisateur de Gilles Grangier sur le film Gas-oil (1955).
Il travaille ensuite pour la télévision française, devenant à partir de 1958 assistant à la réalisation de la série Les Cinq Dernières Minutes.
En 1961, il réalise son premier téléfilm, Quelle époque.
En 1963, dans l'émission culturelle L'Art de vivre, il est l'un des rares à avoir pu filmer la créatrice Charlotte Perriand.
En 1965, son téléfilm Sylvérie ou les fonds hollandais, avec Bernadette Lafont, adapte une nouvelle d'Alphonse Allais.
Dans les années 1970-1980, il réalise des émissions populaires comme SVP Disney, La Une est à vous, Apostrophes, Jeudi cinéma, Au théâtre ce soir, etc..
En 1987, il est le dernier à avoir filmé Arletty, pour son documentaire, Arletty sur Seine.